# Alimihan Seyiti
 Alimihan Seyiti (Komuxerik, Imperio chino, 25 de junio de 1886 - Xinjiang, China, 16 de diciembre de 2021), fue una supercentenaria china, considerada una de las últimas supervivientes en el pasado milenio.

## Biografía
Nació en 1886, cuando todavía la región de Komuserik estaba en el reinado de la Dinastía Qing. Era granjera y sobre todo una experta en herbología.
Desde la muerte de Luo Meizhen en 2013 encabezó la lista de las personas más ancianas de China recopilada por la Asociación China de Gerontología y Geriatría, anteriormente conocida como Sociedad Gerontológica de China. Antes de eso ocupó el segundo lugar entre las diez mejores personas que cumplen años en China durante tres años seguidos. Sin embargo, dado que China no tenía un sistema de registro de nacimiento confiable cuando nació, su edad fue cuestionada por algunos medios y no fue reconocida por el Libro Guinness de los Récords.

### Fallecimiento
Falleció el 16 de diciembre del 2021, a la edad de 135 años, sin confirmar si habría fallecido por COVID-19, o por otras causas.